# Le Brignon

Le Brignon este o comună în departamentul Haute-Loire, Franța. În 2009 avea o populație de 590 de locuitori.